# Saint-Hilaire (Essonne)
Saint-Hilaire település Észak-Franciaországban, Île-de-France régióban, Essonne megyében.

## Története
Saint-Hilaire és környéke ősidők óta lakott hely. Területén menhíreket, és ember által lakott barlangokat fedeztek fel, ahonnan számos eszköz, fegyver került felszínre. A gall-római időszaknak is maradtak nyomai. 
A neve Obterre (Albaterra) Kopasz Károly cselekményeit idézik. Mai Saint-Hilaire (Sancti hilarii) nevén 1164-ben említették először, valószínűleg a tizenkettedik század kezdete körül, egy itteni bencés apátság zárdájával kapcsolatban.   
Abban az időben, a fennsík gazdaságai Ardenne uralmától függtek.
A tizenötödik század második felében Etampes területét háború sújtotta, szinte elnéptelenedett, a környék szőlőültetvényei parlagon hevertek, a terület gyakran cserélt gazdát.
1911-től 1953-ig vára a Houdaille család birtokai közé tartozott.
1953-ban, az író és az etnológus Michel Leiris és  Daniel-Henry Kahnweiler  műkereskedő, barátja volt Picasso, aki megvette a kastélyt ,1990-ben Michel Leiris halála után, egy igazi művészeti galéria és center intenzív szellemi és művészeti élet alakult ki itt.